# جت آلبینوس
جت آلبینوس (انگلیسی: Jette Albinus؛ زادهٔ ۸ آوریل ۱۹۶۶) افسر اهل دانمارک است.